# 桑井朋子
桑井 朋子（くわい ともこ、1932年 - ）は、日本の小説家。短説の会・関西座会同人。

## 略歴
- 旧朝鮮平壌市出身、大阪女子大学社会学科卒業。
- 2005年、「退行する日々」で第101回文學界新人賞辻原登奨励参考作。

## 作品リスト
- 退行する日々（『文學界』2005年12月号）
- 腹中花（『文學界』2006年4月号）
- おぼろなるもの（『すばる』2007年2月号）
- 妬ましい（『文學界』2007年7月号）
- 墓参記（『すばる』2007年7月号）
- 黄泉入り前（『すばる』2008年1月号）
- 黄泉入りどき（『文學界』2009年6月号）